# Molly (Name)
Molly oder Mollie ist ein weiblicher Vorname. 

## Herkunft und Bedeutung
Molly ist eine Kurz- bzw. Koseform des englischen Namens Mary.

## Namensträger

### Künstlername
- Molly Smitten-Downes (* 1987), britische Singer-Songwriterin

### Vorname
- Molly Brink, US-amerikanische Schauspielerin
- Molly Brown (1867–1932), US-amerikanische Frauenrechtlerin und Titanic-Überlebende, siehe Margaret Brown (Frauenrechtlerin)
- Molly Brown (Schauspielerin) (* 1994), US-amerikanische Schauspielerin
- Molly Gordon (* 1994), US-amerikanische Schauspielerin
- Mollie Kyle (1886–1937), Indianerin und Überlebende der Osage-Morde
- Molly Luft (1944–2010), deutsche Prostituierte
- Molly O’Day (1923–1987), US-amerikanische Countrysängerin
- Molly Parker (* 1972), kanadische Schauspielerin
- Molly Picon (1898–1992), US-amerikanische jiddische Schauspielerin
- Molly Price (* 1966), US-amerikanische Schauspielerin
- Molly Ringwald (* 1968), US-amerikanische Schauspielerin
- Molly Sandén (* 1992), schwedische Sängerin
- Molly Shannon (* 1964), US-amerikanische Schauspielerin
- Molly Sims (* 1973), US-amerikanische Schauspielerin
- Molly Yard (1912–2005), Präsidentin der National Organization for Women (NOW)

### Fiktive Personen
- Molly Bloom, fiktiver Charakter im Werk Ulysses von James Joyce
- Molly Moon, Protagonistin einer Kinderbuchreihe von Georgia Byng
- Molly Weasley, fiktiver Charakter in der Buchreihe „Harry Potter“ von J. K. Rowling

### Familienname
- Hans Molly (1902–1994), deutscher Konstrukteur und Entwicklungsingenieur
- Wilhelm Molly (1838–1919), deutscher Allgemeinmediziner und Förderer der Esperantosprache